# Lista de canções número um na Brasil Hot 100 Airplay em 2013

Luan Santana estabilizou-se como o artista que mais ficou no topo da Brasil Hot 100 Airplay em 2013: entre fevereiro e março, com "Sogrão Caprichou", e de maio a julho, com "Te Esperando", totalizando cinco meses não-consecutivos.

Esta é a lista de canções que atingiram o número um da tabela musical Brasil Hot 100 Airplay em 2013. A lista é publicada mensalmente pela revista Billboard Brasil, que divulga as cem faixas mais executadas nas estações de rádios do país a partir de dados recolhidos pela empresa Crowley Broadcast Analysis. As músicas, de repertório nacional e internacional e de variados gêneros, são avaliadas através da grade da companhia supracitada, que compreende as cidades de São Paulo, Rio de Janeiro, Campinas, Ribeirão Preto, Brasília, Belo Horizonte, Curitiba, Florianópolis, Porto Alegre, Salvador, Fortaleza, Recife, Goiânia e as do Triângulo Mineiro, além do Vale do Paraíba.
Em 2013, um total de cinco artistas e seis canções alcançaram o primeiro lugar na lista musical. "Esse Cara Sou Eu", de Roberto Carlos, encetou o decurso do ano, mantendo a posição conquistada em dezembro de 2012, enquanto Luan Santana e o tema "Sogrão Caprichou" permaneceram por dois meses no cume da parada. Em abril, a música "Vidro Fumê" da dupla sertaneja Bruno & Marrone manteve-se no auge. Substituindo-a, o supramencionado Luan Santana estabilizou-se por três meses no número um da Hot 100 Airplay, por "Te Esperando". Desta forma, o artista foi o único que participou da parada por duas vezes no ano e se manteve pelo mesmo número de meses que em 2012: cinco não-consecutivos. "Piradinha" de Gabriel Valim alvejou o valor mais alto da compilação em agosto, devido à inclusão da melodia na telenovela Amor à Vida como tema da personagem Valdirene, interpretada por Tatá Werneck, que tornou-se popular entre o público. Por fim, entre os meses de setembro, outubro, novembro e dezembro, Victor & Leo conquistaram o topo com o single "Na Linha do Tempo".

## Histórico
| † | Indica o single mais executado de 2013. |

| Mês       | Canção              | Artista         | Ref.   |
| --------- | ------------------- | --------------- | ------ |
| Janeiro   | "Esse Cara Sou Eu"  | Roberto Carlos  | [ 3 ]  |
| Fevereiro | "Sogrão Caprichou"  | Luan Santana    | [ 3 ]  |
| Março     | "Sogrão Caprichou"  | Luan Santana    | [ 4 ]  |
| Abril     | "Vidro Fumê"        | Bruno & Marrone | [ 5 ]  |
| Maio      | "Te Esperando"      | Luan Santana    | [ 6 ]  |
| Junho     | "Te Esperando"      | Luan Santana    | [ 1 ]  |
| Julho     | "Te Esperando"      | Luan Santana    | [ 7 ]  |
| Agosto    | "Piradinha"         | Gabriel Valim   | [ 8 ]  |
| Setembro  | "Na Linha do Tempo" | Victor & Leo    | [ 9 ]  |
| Outubro   | "Na Linha do Tempo" | Victor & Leo    | [ 10 ] |
| Novembro  | "Na Linha do Tempo" | Victor & Leo    | [ 10 ] |
| Dezembro  | "Na Linha do Tempo" | Victor & Leo    | [ 11 ] |